# Coppa Intercontinentale 1966 (pallacanestro)
La Coppa intercontinentale di pallacanestro del 1966 si è giocata a Madrid ed è stata la prima edizione di questa manifestazione che metteva di fronte le migliori squadre FIBA del mondo. Parteciparono il Real Madrid e la Pallacanestro Varese per l'Europa, i brasiliani del SC Corinthians e gli statunitensi Jamaco Saints dalla lega NABL.

## Risultati
|  | Semifinali           | Semifinali           | Semifinali           |                      |              | Finale        | Finale        | Finale      |  |
|  |                      |                      |                      |                      |              |               |               |             |  |
|  | Corinthians Paulista | Corinthians Paulista | 69                   |                      |              |               |               |             |  |
|  | Corinthians Paulista | Corinthians Paulista | 69                   |                      |              |               |               |             |  |
|  | Jamaco Saints        | Jamaco Saints        | 62                   |                      |              |               |               |             |  |
|  | Jamaco Saints        | Jamaco Saints        | 62                   |                      | Pall. Varese | Pall. Varese  | 66            |             |  |
|  |                      |                      |                      |                      | Pall. Varese | Pall. Varese  | 66            |             |  |
|  |                      |                      | Corinthians Paulista | Corinthians Paulista | 59           |               |               |             |  |
|  | Pall. Varese         | Pall. Varese         | Corinthians Paulista | Corinthians Paulista | 59           | 86            |               |             |  |
|  | Pall. Varese         | Pall. Varese         |                      |                      |              | 86            |               |             |  |
|  | Real Madrid          | Real Madrid          | 77                   |                      |              | Terzo posto   | Terzo posto   | Terzo posto |  |
|  | Real Madrid          | Real Madrid          | 77                   |                      |              |               |               |             |  |
|  |                      |                      |                      |                      |              |               |               |             |  |
|  |                      |                      |                      |                      |              | Real Madrid   | Real Madrid   | 112         |  |
|  |                      |                      |                      |                      |              | Real Madrid   | Real Madrid   | 112         |  |
|  |                      |                      |                      |                      |              | Jamaco Saints | Jamaco Saints | 96          |  |

| Coppa Intercontinentale 1966   |
| ------------------------------ |
| Pallacanestro Varese 1º titolo |

## Formazione vincitrice

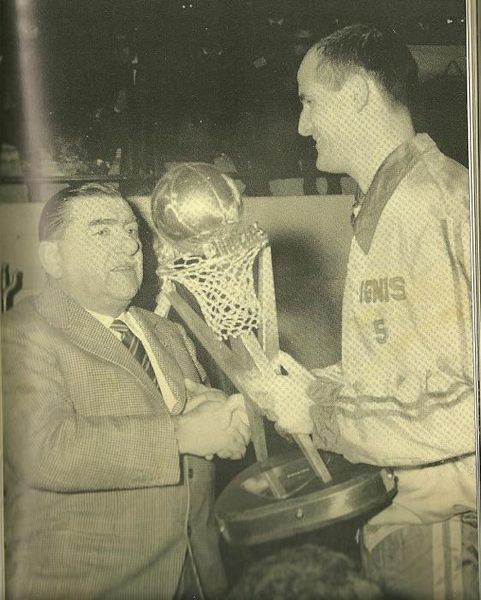
Il capitano Giovanni Gavagnin consegna la Coppa Intercontinentale al rientro da Madrid al presidente Giovanni Borghi

| N° | Naz.                   | Ruolo | Sportivo              |  | Alt. |  |
| -- | ---------------------- | ----- | --------------------- |  | ---- |  |
| 5  | Italia (bandiera)      | C     | Giovanni Gavagnin     |  |      |  |
| 6  | Italia (bandiera)      | C     | Sauro Bufalini        |  |      |  |
| 7  | Italia (bandiera)      | P     | Remo Maggetti         |  |      |  |
| 8  | Italia (bandiera)      | A     | Giambattista Cescutti |  |      |  |
| 9  | Italia (bandiera)      | A     | Paolo Vittori         |  |      |  |
| 10 | Italia (bandiera)      | P     | Pierangelo Gergati    |  |      |  |
| 11 | Stati Uniti (bandiera) | AC    | Toby Kimball          |  |      |  |
| 12 | Italia (bandiera)      | A     | Luca Ponzellini       |  |      |  |
| 13 | Italia (bandiera)      | C     | Ottorino Flaborea     |  |      |  |
| 14 | Italia (bandiera)      | P     | Massimo Villetti      |  |      |  |
| 15 | Stati Uniti (bandiera) | G     | Tony Gennari          |  |      |  |
|    | Italia (bandiera)      | All.  | Giovanni Gavagnin     |  |      |  |